# Aposztáziaformák
Az aposztáziaformák (Apostasioideae) a spárgavirágúak rendjébe és a kosborfélék családjába tartozó öt alcsalád egyike. Csak a Neuwiedia és az Apostasia nemzetség tartozik az alcsaládba 16 fajjal. A többi kosborféle-alcsalád sokkal fajgazdagabb. Az aposztáziaformák talajon élő (terresztris) indomaláj régióban élő fajok.

## Jellemzőjük
Az összes aposztáziaforma évelő, lágyszárú növény. A gyökereket nem borítja 'velamen' (szivacsszerű, több sejtrétegből álló bőrszövet ami védi a gyökereket). A levelek spirálisan helyezkednek el a vékony száron. A hajtáscsúcsban a levelek szorosan egymásra csavarodnak, de a levéllemez kiterülésekor már egymással átellenesen állnak. A szár és a levéllemez között nincs átmeneti szövet.
Virágzatuk egyszerű, végállású (terminális) vagy szimpodiális elágazású. A virágok spirálisan helyezkednek el a virágzat tengelyen, kis méretűek, színük fehér, sárgásfehér, sárga, néha visszahajlók. A virágzat murvalevelei relatíve nagyok, lomblevélszerűek. A szirmok két körben helyezkednek el, körönként 3-3 darab. A magház a kosborfélék családjára jellemzően csavarodott (reszupináció), emiatt egy eredetileg felső szirom alsó ajakká (labellum) differenciálódik, de  gyengén (Neuwiedia) vagy erősen csökevényes (Apostasia). A magház alsó állású és háromrekeszű. A bibe vékony. Kettő vagy három termékeny porzó van a virágokban, a középső porzó teljesen kifejlett vagy csökevényes vagy teljesen el is tűnhet. A nem termékeny porzók ún. sztaminódiumot hoznak létre. A sztaminódium alja összenő a bibe aljával és a magházzal. A hosszúkás portokokban termelődnek a pollen szemek, melyek nem ragadnak össze. A termés toktermés, de néhány esetben lehet bogyó is. A magok 300 mikrométer átmérőjűek, gömb alakúak, a maghéjuk kemény.
Az Apostasia nemzetség fajainak 2n=48, a Neuwiedia nemzetségnek 2n=96 kromoszómája van, melyek nagyon kis méretűek.
Néhány faj öntermékenyülő, de vannak rovarmegporzású fajok is, ezeknél a rovar okozta mozgás hatására nyílnak fel a portokok.

## Elterjedésük, élőhelyük
Az aposztáziaformák fajai az indomaláj régióban élnek. Ez magába foglalja Nepál, Kína és Japán déli részét, Új-Guineát és Queensland északi részét Ausztráliában. Nedves talajú erdőkben nőnek 200 és 2200 méter közötti tengerszint feletti magasságban.

## Rendszerezésük
A molekuláris taxonómiai vizsgálatok és a virágszerkezet alapján az aposztáziaformák a kosborfélék egy ősi formájának tekinthetőek. A többi alcsaládnak (kivétel a Cypripedioideae alcsalád) egy porzójuk van (monandrous-egyporzós növények), de az aposztáziaformáknak három van.
Filogenetikai szempontból az aposztáziaformákhoz hasonló "ősi" fajcsoportok fajai nem közvetlen elődei a többi fajcsoportnak, hanem a közös ősnek egy "konzerválódott" taxonja. Sok feltételezett ősi tulajdonság megőrződött a növényekben. Így ez lehetővé teszi, hogy következtetéseket vonjunk le a közös ősről.
Noha a két nemzetség belső rendszertani kapcsolata általában nem vitatott, az alcsalád taxonómiai helyzetét széles körben vitatják. Főként ellentmondásos az a kérdés, hogy vajon az Apostasioideae-t valóban be kell-e illeszteni a kosborfélék családjába, vagy különálló Apostasiaceae vagy Neuwiediaceae családnak kell tekinteni. A molekuláris genetikai vizsgálatok támogatják az kosborfélék családjába történő tartozást és megerősítették a két nemzetség szoros kapcsolatát is.
Az alcsaládba az alábbi nemzetségek és fajok tartoznak:
- ApostasiaBlume
  - Apostasia elliptica
  - Apostasia latifolia
  - Apostasia nuda
  - Apostasia odorata
  - Apostasia parvula
  - Apostasia ramifera
  - Apostasia wallichii
- NeuwiediaBlume
  - Neuwiedia annamensis
  - Neuwiedia balansae
  - Neuwiedia borneensis
  - Neuwiedia elongata
  - Neuwiedia griffithii
  - Neuwiedia inae
  - Neuwiedia siamensis
  - Neuwiedia veratrifolia
  - Neuwiedia zollingeri

## Fordítás
- Ez a szócikk részben vagy egészben  az   Apostasioideae című német Wikipédia-szócikk fordításán alapul.  Az eredeti cikk szerkesztőit annak laptörténete sorolja fel. Ez a jelzés csupán a megfogalmazás eredetét és a szerzői jogokat jelzi, nem szolgál a cikkben szereplő információk forrásmegjelöléseként.

## Szakirodalom
- Pridgeon, A.M.; Cribb, P.J.; Chase, M.W. & F. N. Rasmussen (1999): Genera Orchidacearum Vol.1, Oxford U. Press. ISBN 0-19-850513-2
- Robert L. Dressler: Phylogeny and Classification of the Orchid Family. Cambridge University Press, Cambridge 1993, S. 83ff. ISBN 0-521-45058-6

## Külső hivatkozások
- Mobot.org-Orchideaceae
- P. F. Stevens: Angiosperm Phylogeny Website, 2006. május 1. (Hozzáférés: 2009. augusztus 9.)